# Silvbergssjön
Silvbergssjön är en sjö vid Öster Silvbergs gruva i Säters kommun i Dalarna och ingår i Dalälvens huvudavrinningsområde. Sjön har en area på 0,391 kvadratkilometer och ligger 266,2 meter över havet. Sjön avvattnas av vattendraget Hyttbäcken.

## Delavrinningsområde
Silvbergssjön ingår i det delavrinningsområde (669300-148700) som SMHI kallar för Utloppet av Gruvsjön. Medelhöjden är 297 meter över havet och ytan är 3,45 kvadratkilometer. Det finns inga avrinningsområden uppströms utan avrinningsområdet är högsta punkten. Hyttbäcken som avvattnar avrinningsområdet har biflödesordning 3, vilket innebär att vattnet flödar genom totalt 3 vattendrag innan det når havet efter 195 kilometer. Avrinningsområdet består mestadels av skog (78 procent). Avrinningsområdet har 0,39 kvadratkilometer vattenytor vilket ger det en sjöprocent på 11,3 procent.